# J.J. Voskuil
Johannes Jacobus (Han) Voskuil (La Haye, 1er juillet 1926 – Amsterdam, 1er mai 2008) est un ethnologue spécialiste de culture néerlandaise et un écrivain de romans et de nouvelles.

## Biographie
J.J. Voskuil est le fils aîné de Klaas Voskuil (nl) (1895-1975), de son vivant rédacteur en chef de Het Vrije Volk, connu par sa rubrique radiophonique Socialistisch Commentaar à la VARA. J.J. Voskuil porte les prénoms de son grand-père Johannes Jacobus Voskuil, qui était boulanger à Zwolle. Son frère était le juriste Bert Voskuil (nl) (1929-2019).
Après des études de linguistique et de littérature à l’Université d’Amsterdam, Voskuil a travaillé comme traducteur auprès de la CECA à Strasbourg, et ensuite pendant l’année scolaire 1955 /56 comme enseignant dans une école normale kweekschool (nl) dans la ville de Groningue. Revenu à Amsterdam, il a travaillé comme élève-assistant à une édition des œuvres de Pieter Corneliszoon Hooft. En 1957 il rejoint l'Institut voor Dialectologie, Volks- en Naamkunde, l’actuel Meertens Instituut (nl).
Voskuil était marié avec Lousje Haspers. Tous les deux étaient des défenseurs des animaux. En 1997 Voskuil a fondé une organisation pour le bien-être animal, la Fondation Varkens in Nood (nl), s’intéressant à la condition des porcs d’élevage, avec le soutien, entre autres, de l’écrivain Koos van Zomeren (nl). Beaucoup d’éléments de sa vie personnelle et de son couple, comme ne pas vouloir posséder d’auto, avoir des chats, résider sur le Lijnbaansgracht n° 84-hs (1956-1969) et Herengracht n° 60 (1969-2008) à Amsterdam et leurs randonnées de vacances en Auvergne, figurent dans ses livres.
Après une longue maladie, Voskuil a choisi d’être euthanasié. Il est décédé à son domicile le 1er mai 2008. Le 8 mai 2008 il a été enterré au cimetière Oud Eik en Duinen (nl) à La Haye.

## Œuvre

### Bij nader inzien

#### Origine et accueil
Les débuts littéraires de Voskuil se sont faits avec le roman autobiographique Bij nader inzien dont ses années d’études en constituent le sujet principal. Il a eu beaucoup de peine à trouver un éditeur pour l’épais manuscrit – avec 1207 pages, cette œuvre est l’un des romans parmi les plus volumineux de la littérature néerlandaise – mais en 1963 il a finalement été édité en deux tomes par G.A. van Oorschot (nl) d’Amsterdam.
Le roman a été très mal accueilli par la critique, en partie parce qu’il s’agissait d’un roman à clef. Quelques années plus tard, une grande partie du tirage, malgré la promesse de l’éditeur de ne pas solder l’ouvrage, a fini auprès du bradeur De Slegte. Néanmoins il avait été apprécié par un petit cercle et en 1985 est paru une deuxième édition du livre. Il a fallu attendre 1991 pour que l’oeuvre soit largement connue par les six épisodes de la série télévisée tournée sous la direction de Frans Weisz, scénario : Jan Blokker (nl) et Leon de Winter (nl), qui ont été diffusés par la VPRO. La série est également sortie en 2008 sous forme de DVD. Elle est assez différente du livre, et Voskuil en a été initialement très contrarié. Finalement le tournage lui a convenu, d’après le réalisateur Frans Weisz, bien que Voskuil ait trouvé que le téléfilm n’avait rien à voir avec son livre.

#### Sommaire
Le livre n’a pas de narrateur, il se compose d’une multitude de scènes dans lesquelles divers étudiants faisant leurs « humanités » se rencontrent à Amsterdam, pendant toute leur période universitaire.
Dans ce cercle d’étudiants, Paul Dehoes et Maarten Koning sont les plus opposés. Paul est tout entier dans le « contact », il est aux petits soins pour les demandes de ses amis, veut toujours être sûr que ses amis seront toujours d’accord sur les points essentiels, et adopteront la même attitude dans les situations où cela s’avère important. Maarten est plus le flâneur, l’observateur, qui se replie rapidement sur lui-même, se réfugie dans l’ironie et réagit par des boutades qui agacent les autres.
Il ne sait pas comment répondre au flot des paroles de Paul, qu'il ne peut réfuter, mais qu'il considère parfois comme rationnelles. Paul invoque le magazine littéraire Forum (nl) : l'honnêteté personnelle, c'est ce qui compte avant tout dans la littérature, alors que pour Maarten avec Arthur van Schendel : c’est l'ambiance, les descriptions qui sont essentielles. Paul est celui qui s'expose le plus, il est le plus vulnérable car il propose constamment des projets (dont les autres peuvent facilement constater qu'ils ne se réalisent pas tous) et parce que son intelligence inépuisable pulvérise l’une après l’autre les théories, dont les autres perçoivent qu'elles ne sont pas cohérentes entre elles et avec son comportement. Il est donc le véritable « moteur » qui anime le livre.
Les femmes / amies de Marteen et Paul constituent également des personnages opposés.
Au milieu du livre des évènements surviennent : Hans doit se rendre un certain temps à Louvain, Paul doit faire son service, Flap se marie, et David doit passer une année au Surinam. Le monde extérieur brise le cocon de leur vie étudiante. L’énigmatique et silencieuse Henriette fait son apparition, dont la sympathie – ou plus exactement l’approbation – devient une pomme de discorde entre Maarten et Paul.
Dans la dernière partie, tout change : l’accent est moins mis sur le contenu des discussions, mais plus sur le pourquoi des silences de l’un et des discours de l’autre. Leurs pensées sont plus approfondies. Lorsque Maarten dit de lui-même, « Mon esprit manque de talent et de raffinement », ou, comme Paul l’écrit dans une lettre à Maarten, alors qu’il vient d’être nommé professeur : « Tu pourrais parler de mon discours comme un raid vers l’inconnu ». Ce à quoi il ajoute l’explication des silences d’Henriette : lui-même ne peut pas se répéter, elle peut difficilement parler, parce que pour elle, les paroles sont déjà une répétition, notamment des pensées.
Cette dernière partie se caractérise plus par son atmosphère. Les protagonistes sont bien conscients que le temps des réflexions théoriques est terminé, et que la vie active est maintenant très proche. Leur amitié constitue maintenant un réel rempart contre le monde extérieur. Malgré leurs différences constantes de comportement et d’opinions, il y a une véritable communication entre Maarten et Paul. C’est l’aspect « ode à l’amitié » de ce livre.
La scène finale : Lors d’une fête de fin d’études chez David où presque tout le monde est assis, Maarten voit Paul (dont la femme n’est pas présente parce qu’elle est enceinte) allongé sur une autre femme. Sans dire un mot à ce sujet, Maarten cherche sa femme Nicolien dans la foule et lui dit qu’ils rentrent chez eux. Quand ils sortent, c’est presque le matin. Un enfant d’une petite classe roule à vélo sur le Keizersgracht avec son instituteur.
Tout comme la scène finale de Het Bureau, cette fin a impressionné Voskuil lui-même. Voskuil a prétendu sans réfléchir que ce livre serait un règlement de comptes avec Paul Dehoes, que « l'amitié se révèle être une illusion ». Cela était peut être vrai pour l'écrivain Voskuil, mais pour le lecteur, qui n'a lui-même aucun lien avec les personnes décrites, le ressenti peut être différent. Ce livre fournit une description extrêmement détaillée et subtile de l’évolution du jeune étudiant vers l’étudiant senior dans les études littéraires.
Au fil du livre, les attitudes et les sympathies mutuelles changent constamment. Il y a des enthousiasmes et des désintérêts réciproques. La façon dont chaque personnage s’exprime, ses points de vue et sa façon de penser sont parfaitement représentés : souvent avant qu’il soit indiqué lequel s’exprime, le lecteur pressent qui parle, car les personnages sont construits avec beaucoup de soin.

### Binnen de huid
Ce livre, écrit entre 1964 et 1968, a été publié à titre posthume en 2009. Voskuil lui-même avait déclaré lors d’interviews qu'il ne pouvait pas publier cette œuvre car lui-même n'était pas en mesure de la relire car elle l'affectait trop. La petite préface de sa femme montre qu'une autre raison était sa peur de blesser les autres, ainsi que la nature intime du livre. Contrairement à Bij nader inzien et Het Bureau, ce livre est écrit à la première personne et les épisodes ne sont pas datés.
Le livre commence après la remise des diplômes de Maarten Koning. Les 100 premières pages concernent principalement la relation entre Maarten et Paul, devenu entretemps enseignant, la complexité de leur amitié, le fait qu'ils soient toujours amis - « J'ai compris que l'amitié est une forme raffinée d'inimitié. L’on se tourne autour jusqu'à ce l’on puisse se frapper. » - Commence alors la partie la plus intime du livre, qui décrit principalement la relation entre Maarten et Rosalie (qui a maintenant une petite fille). Ce n'est pas une relation intellectuelle, il n'est pas question non plus de parenté, ici prédomine principalement l'attraction physique. Il semble que, d'une part Maarten doive prouver sa masculinité et, d'autre part s'inquiète constamment de savoir si c'est bien ou non :
« La fidélité est de la lâcheté » ; « Tout désir réprimé est une lâcheté. » Le lecteur se souvient involontairement du commentaire de Flap à Maarten dans Bij nader inzien (dans une boulangerie) : « Vous ne pouvez pas profiter de la vie sans soucis (...) Si des personnes instinctives comme vous commencent à bouger, toute la boulangerie sera réduite en miettes. »
Le rôle important que Rosalie joue à ce moment dans sa vie est évident, plus d'une fois dans le livre, cela est indiqué par « elle », même si aucun nom n'est mentionné. Par exemple à la page 370 : « Quand Nicolien est allé à la cuisine, j'ai attrapé sa main », où « sa main » se réfère à Rosalie. Le chaos dans son esprit continue, avec finalement comme conclusion : « Je suis devenu de plus en plus convaincu qu'être seul est le seul vrai mode de vie. Être seul et s'enivrer. » Mais Nicolien et lui restent ensemble à la fin.
Le contenu ainsi raconté donne l'impression d'un triangle amoureux classique, mais avec les éléments de Voskuil, de l'humour et des descriptions précises. Grâce à l'utilisation d'un narrateur, l'accent est principalement mis sur les sensations, les sentiments et les pensées de Maarten.

### Het Bureau

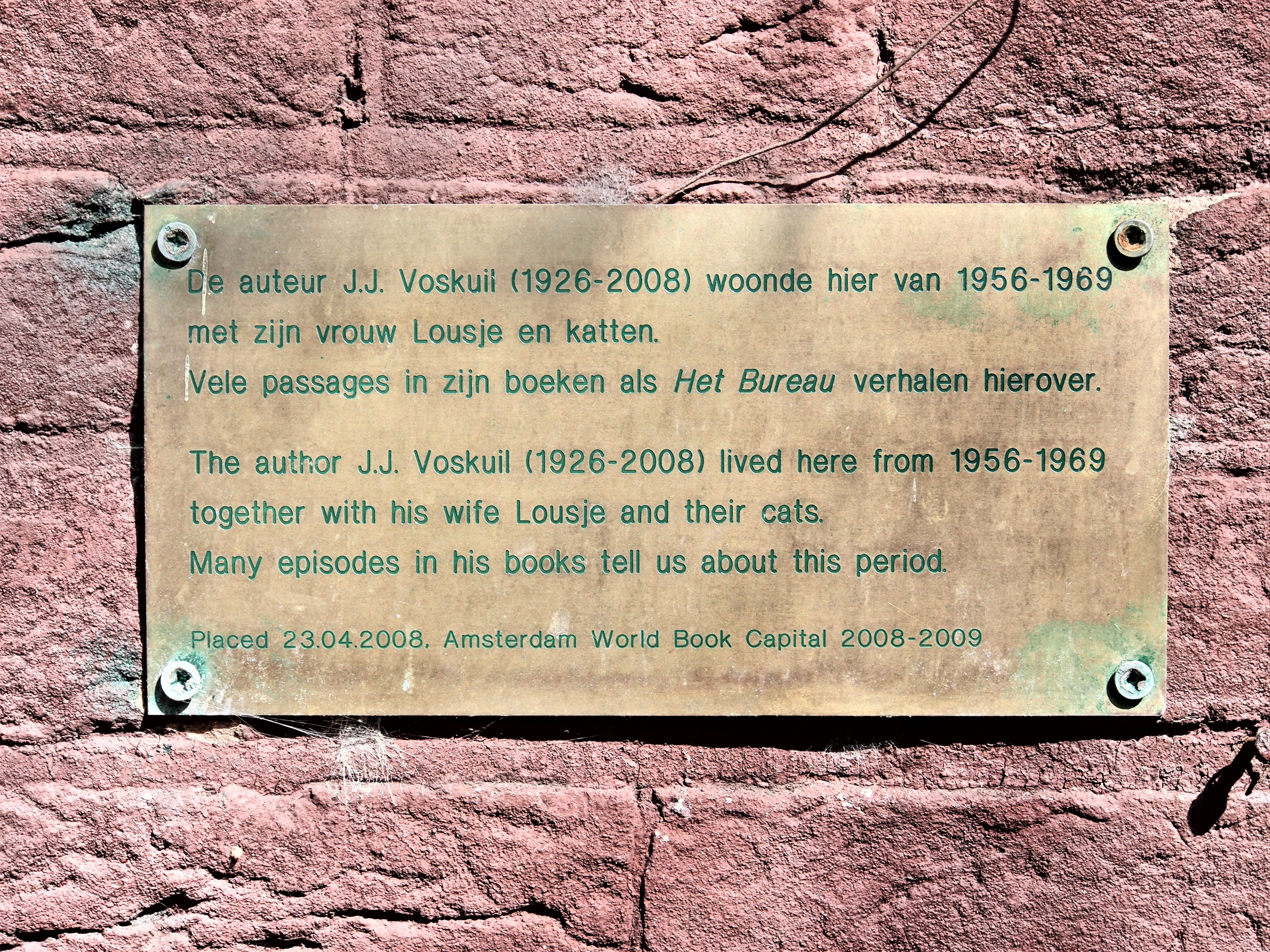
Plaque signalétique au n°84 Lijnbaansgracht

#### Origine et accueil critique
La portée de Bij nader inzien a largement été dépassée par le cycle du roman en sept parties de Voskuil Het Bureau, qui prend pour sujet ses trente années d’emploi administratif auprès du Meertens Instituut (nl) Het Bureau, couvrant la période 1957-1989. Suivant les mentions relatives à la création figurant dans chaque tome, Voskuil a commencé le cycle le 7 septembre 1990 et il l’a achevé le 26 janvier 1995. Dans cette œuvre, parue entre 1996 et 2000, quelques personnages de Bij nader inzien réapparaissent, mais la plupart des 5058 pages (4975 si l’on ne compte pas la liste des noms enregistrés à la fin de chaque tome) sont peuplées, en sus de Maarten Koning, l’alter ego de Voskuil, par des personnages nouveaux comme les employés ou les relations de Het Bureau, dans une similitude avec la réalité qui est loin d’être une coïncidence.
Qu'ils ne soient pas tous satisfaits de la manière souvent impitoyable dont ils ont été dépeints par Voskuil, a été montré dans un documentaire de la VPRO en 1998 sur l'Institut Meertens dans lequel des collègues de Voskuil s'expriment, mais certains, bien que présents à leur corps défendant, sont finalement fiers de figurer dans le livre et ont publié des listes détaillées sur qui se cachait derrière les personnages du roman.

#### Contenu
Comme dans Bij nader inzien, dans Het Bureau Maarten Koning, alter ego de Voskuil, est le personnage principal. La différence est que dans Het Bureau les pensées et les sentiments de Maarten King sont également décrits, quoique brièvement, voire sommairement.
De la même manière qu’il a fait abstraction de sa première année d’études (Economie) dans Bij nader inzien, Voskuil a laissé de côté son travail d’enseignant à Groningue dans Het Bureau. Cela rend les choses plus claires. De son mariage, on retient surtout les scènes dans lesquelles Het Bureau joue un rôle. Pour Nicolien, sa femme, le bureau constitue une sorte de corps étranger dans leur existence, qui envahit progressivement leur vie privée. Maarten le trouve aussi, mais il a comme idée qu’il ne peut rien y faire. Cela conduit à de violentes discussions, ce qui laisse penser à de nombreux lecteurs qu’il y a des querelles dans tous les mariages.
Rien n’est dit à propos de l’écriture de Bij nader inzien, qui se situe également au cours de cette période. A noter que des amis comme Kees Vogels (voir Onder andere) ou Jan Bruggeman (voir Requiem voor een vriend) ne sont pas mentionnés, car ils n’interfèrent pas avec son travail, ni avec Het Bureau.
Le contenu de son travail est progressivement abordé, notamment à travers des extraits de conférences qu'il donne ici et là en Europe. Dans ce travail d’ethnologie, le thème est la révolution qui a eu lieu dans ce domaine et à laquelle Maarten a apporté une contribution majeure : selon lui, les cartes de distribution de toutes sortes de phénomènes de folklore ne pouvaient plus être considérées comme donnant une image statique du « temps passé ».
Ce sont des instantanés, rien de plus, le passé est beaucoup plus dynamique qu'on ne le suggérait. Selon Maarten, les érudits folkloriques traditionnels (Seiner, Horvatic, et aussi Beerta, son professeur) l'ont vu par un besoin personnel et émotionnel. Ils voulaient légitimer leur propre présent en soulignant que celui-ci avait des racines (centenaires) dans le passé. Le fait que Maarten conteste spécifiquement cela cadre avec le thème du livre, car lui, en tant que personne privée, est avant tout quelqu'un qui ne veut rien changer. Il est donc très conscient de cette tendance humaine, c'est pourquoi il s'y oppose dans son existence professionnelle. Cela touche à une question plus générale, qui est parfois explicitement posée, mais qui est constamment présente en arrière-plan : une personne peut-elle changer ? « Non », répond le personnage de Maarten, car il pense qu'il n'est lui-même que dans des situations de son environnement privé. Mais le lecteur constate un changement de comportement, au fil des années, de son environnement professionnel. Ce changement est dû en partie au fait que Maarten soit devenu « quelqu'un » : il s'est forgé une certaine réputation dans son domaine, on lui demande des conférences et de participer à des commissions. Cependant, il ne le ressent pas lui-même, il ne le remarque que par les réactions des autres envers lui et également car il a atteint le statut de chef de service à son bureau.
Le fait qu'il soit devenu chef de département en plus d'être un scientifique (après la retraite de Beerta) a un impact majeur sur sa vie privée. En raison des normes éthiques élevées qu'il s'impose, sa responsabilité solitaire devient un fardeau de plus en plus pesant : il est régulièrement mécontent de ses propres actions au milieu de « ses gens », de son département. Il ramène à la maison ses inquiétudes face à des situations dans lesquelles il se savait impuissant, et en plus il travaille de plus en plus pour le Bureau le soir. L'un des aspects les plus remarquables est peut-être cette honnêteté impitoyable avec laquelle Voskuil se décrit. Beaucoup de choses dont il n'est pas fier, ou de situations dans lesquelles il gaffe, ses jérémiades, tout est décrit sur le même ton que le reste.
Il a été dit que tous les personnages, sauf Maarten, seraient des caricatures. Mais cela ne s'applique certainement pas à tout le monde. Par exemple, dans la partie VI, le successeur de Balk à la tête du bureau, Van de Marel, est initialement décrit comme un gestionnaire froid, mais par rapport lui, même Balk fait aristocrate. Dans la partie VII, lorsque Maarten est à la retraite mais qu'il rend visite toujours Bureau de temps à autre, il a l'impression que tout son travail a été ruiné. Maarten ne garde pas cela pour lui, mais Van de Marel s’empare des récriminations de Maartens avec une sérénité très joyeuse, et c'est lui qui obtient le rôle supérieur. Voskuil atteint cet effet parce qu'il a si souvent et si abondamment mentionné les idées de Maartens sur la culture populaire que le lecteur s'en lasse un peu et, malgré la sincérité de Maartens, choisit d’être de côté de Van de Marel.
Le comportement d'Ad, l'un des plus anciens collègues de Maartens, ne peut être qualifié de stéréotypé. On peut plutôt dire que Maarten ne peut pas avoir d’ascendant sur lui jusqu’à la fin.
La maîtrise de Voskuil émerge de la manière extrêmement progressive et tout ce processus est décrit. Et, comme dans Bij nader inzien, la lecture de fragments de journaux intimes est utilisée pour laisser les personnages réfléchir ensuite sur les conversations que le lecteur a vécu en live, Voskuil le fait à travers des discours convenus.
Que le livre captive autant de lecteurs n'est pas seulement dû au fait que beaucoup se sont retrouvés dans le livre : le livre est très soigneusement composé et extrêmement homogène dans son écriture. On a dit que son écriture était simple, mais on reconnaît toujours le « bon néerlandais » avec un vocabulaire étendu et très précis. S'ajoutent de temps à autre des citations de poètes tels que Vasalis, Vondel, Elsschot (dans le titre du tome V : en ook weemoedigheid). Le livre donne une très bonne image de l’époque, non seulement de la vie professionnelle, mais aussi d'une partie du monde universitaire, d'Amsterdam et des Pays-Bas, en décrivant les nombreuses promenades, balades à vélo et voyages en train. Les innombrables situations comiques apportent apportent en plus un certain humour. Tout cela fait de Het Bureau un livre très hollandais.
Le livre se termine quand, le soir, après un dîner à Enkhuizen, où on lui dit au revoir en tant que membre du comité du Het Zeemuseum - « Musée de la mer », il voit tous les autres partir : « Le long du quai, les feux arrière de ses anciens collègues s’éloignaient les uns après les autres ».
S'ensuit un rêve qui marque Voskuil. La dernière partie doit ainsi son titre à ce rêve, dans lequel Maarten voit sa fin, De dood van Maarten Koning - La mort de Maarten Koning .
D'avril 2004 à fin mai 2006, la Nederlandse Programma Stichting - NPS (nl) a réalisé une série de pièces radiophoniques de longue durée Het Bureau sous la direction de Peter te Nuyl (nl). Pendant un peu plus de deux ans, chaque jour ouvrable a été diffusé l'un des 475 épisodes. Quelque 350 acteurs ont joué 734 personnages différents. Tous les épisodes pouvaient être écoutés et téléchargés via internet jusqu'au 27 mai 2008.

### Requiem voor een vriend
Depuis sa période scolaire, Voskuil a amassé souvenirs et lettres. Le contenu de Requiem voor een vriend (2002) est en grande partie constitué par les lettres que Jan Breugelman (dans la vraie vie, Jan Bruggeman (nl), membre éphémère de la Tweede Kamer - Chambre des députés du Parti populaire pour la liberté et la démocratie - VVD) a écrit à son ami d'enfance Voskuil (les lettres que Voskuil lui a écrites ont été détruites). S’ajoutant à cela, Voskuil rassemble des souvenirs et donne la description de promenades et de conversations.
- « Je lis Proust maintenant. »
- « Et ? »
- « Génial. Difficile de lire quelque chose d’aussi ennuyeux. »
Ce Breugelman possède un bon degré d’instruction et une intelligence éclatante. C’est un admirateur de Georges Clemenceau et Menno ter Braak, Johan Huizinga et Johan Rudolf Thorbecke. Il a fait carrière au ministère des Affaires étrangères. C'est quelqu'un obsédé par le phénomène « grands hommes », qui se cherche furieusement dans la vie, et pense parfois qu'il a trouvé la solution, mais conclut cependant une lettre par : « Ce dingue de Jantje n’y comprend pas grand-chose » et il songe à en faire un livre avec le titre : Journal d'un homme égaré.
En fait, il est maniaco-dépressif, mais les Voskuil ne le remarquent que tardivement. Peu de temps avant que Voskuil ne commence à travailler sur Het Bureau, il a reçu une première lettre qu'il a ressentie comme troublante. Son ami semble dérailler. Mais parce qu'il semble se reprendre, et parce qu'il est protégé par sa femme pendant ses périodes de dépression, son état n’apparaît pas grave vis à vis du monde extérieur. Ce qui est visible, c'est qu'il est peu souple au travail, et dans les restaurants ou dans le train, il ne remarque pas qu'il parle très fort en attirant l'attention de tous ceux qui l'entourent.
Ce que les Voskuil perçoivent également, c'est que Breugelman, qui était initialement à gauche, et avait en aversion « ce genre de personnes les plus détestables, que l’on peut désigner du nom de lecteur de l’Elzevier », a une pensée qui évolue de plus en plus vers la droite conservatrice (il siège pendant un an et demi à la Tweede Kamer - Chambre des députés pour le VVD). Ils voient également souvent Breugelman être de plus en plus pressé, écrivant des articles et des lettres passionnés, dont il adresse copie aux Voskuil.
Breugelman finit par sombrer. Après son divorce, il part vivre seul ; pendant un certain temps, cela se passe bien, mais il est finalement interné dans un état d’épuisement total. Cette fin tragique ne rend pas le livre tragique ; l'humour parfois fulgurant dans les lettres et le comportement imprévisible qui y est décrit amène le lecteur à regarder ceci avec une certaine distance, de loin, parfois avec amusement, mais toujours de l'extérieur, tout comme les Voskuil. Une distance supplémentaire est créée parce que Breugelman dépeint parfois sa propre situation d'une manière « objective » et comique :
- « Je ne me repose jamais, je ne fais jamais rien avec plaisir, je travaille tout le temps à un rythme effréné, parce que je dois faire aussi plein d'autres choses, et je ne peux pas m'asseoir pendant des heures ».
- « Je lis comme un dératé, rapide comme l’éclair, parce que je cherche Dieu ou quelque chose comme ça ».

### Onder andere
Onder andere (2007) est un recueil de souvenirs et de carnets journaliers. Voskuil apparaît sous son nom propre, mais certaines personnes sont désignées avec le pseudonyme qu’elles portent dans Het Bureau ou Bij nader inzien.
Le recueil commence par un article sur le père de Voskuil, intitulé « Une jeunesse socialiste ».
Un autre article parle de Kees Vogels, le frère de Frida. Ce sont des souvenirs, plus ou moins dans un ordre chronologique, d’une personne marquante, excentrique avec un comportement imprévisible, qui après une longue période d’études devient un enseignant au « Prof. ter Veen Lyceum » à Emmeloord, et plus tard dans une école à Arnhem. Ce n’est qu’avec son mariage tardif qu’il semble s’être soustrait à l’influence de sa sœur.
On y trouve surtout le beau portrait de l’exubérant Geert van Oorschot (nl), son enthousiasme après avoir reçu le manuscrit de Bij nader inzien, et ses contacts avec les Voskuil. Sont commentées, entre autres, les réactions à la publication de Bij nader inzien, mais aussi le suicide de Guido, le fils de Van Oorschot. A l’occasion du second roman de Voskuil, Binnen de huid (1968), une rupture se produit entre Voskuil et lui, et le roman n’a pas été publié à cette époque.
En outre, ce recueil contient d’autres articles sur les porcs, son travail sur le terrain, des souvenirs de la guerre, une méditation sur le phénomène de l’ennui, et des impressions sur un festival de l’Uitmarkt.

### De Buurman
Ce roman écrit en 2001 a été édité de manière posthume en 2012. Le livre décrit une époque - les années 1980 - de la vie de Maarten et Nicolien Koning, et met en évidence leurs réactions respectives face à Petrus et Peer, un couple homosexuel vivant dans le même bâtiment qu'eux. Dans leurs nombreuses discussions et querelles, Nicolien prend au départ aveuglément parti pour ces « opprimés », Maarten est plus réservé, mais malgré cela une certaine relation s’établit avec le couple. Au fil du temps, cependant, cette relation s'amenuise, quand le comportement de Peer (de buurman – le voisin) devient très inhabituel et inexplicable.

## Qui est qui?
Bien que les personnages des romans de Voskuil soient calqués sur des personnes existantes, Voskuil avertit : « C’est mon monde que je fabrique, (…) J’ai en aversion les gens qui voient cela comme des romans à clé et disent : oh, lui c’est ce type et c’est un connard. »
- dans Bij nader inzien
- Rosalie Balmakers - Suus Hoven
- Paul Dehoes - Jaap Oversteegen (nl)
- Henriette Fagel - Frida Vogels (nl)
- Flap Hupperts - Jan Voorhoeve
- David Grobben - Enno Endt (nl)
- Maarten Koning - J.J. Voskuil
- Nicolien - Lousje Haspers

- dans Het Bureau
- Voir Liste des personnages de Het Bureau (nl)

## Prix
- 1997 - Prix Ferdinand-Bordewijk pour Het Bureau 1: Meneer Beerta et Het Bureau 2: Vuile handen.
- 1998 - Prix des Ambassadeurs pourHet Bureau 2: Vuile handen et Het Bureau 3: Plankton.
- 1998 - Libris literatuurprijs voor Het Bureau 3: Plankton. L’argent de ce prix a été utilisé par Voskuil pour financer des actions contre l’élevage intensif de porcs.
- Het Bureau figure depuis 2007 sur la liste van Meilleurs livres en néerlandais de tous les temps (nl).

## Dans la littérature
- J. Fontijn: Op bezoek bij J.J. Voskuil - En visite chez J.J. Voskuil (Entretien détaillé, en particulier sur Bij nader inzien), 1991.
- Onno-Sven Tromp: Wat doe jij in mijn stad ? Une promenade littéraire à travers l’Amsterdam de J.J. Voskuil, 2000.
- Frida Vogels (nl) : De harde kern. Dans le tome 3 Met zijn drieën on trouve à partir de la page 342 une représentation de Vogels dans le cercle d’étudiants que Voskuil a décrit dans Bij nader inzien (Le personnage d’Henriette est inspiré de Frida Vogels), 1993. Voskuil et sa femme apparaissent régulièrement dans les carnets de Vogels publiés jusqu’à présent.
- Annejet van der Zijl (nl) : Bij nader omzien, article dans HP/De Tijd (23/1/1998), basé sur les conversations avec les condisciples de J.J. Voskuil, qu’il avait pris comme modèles dans Bij nader inzien, 1998.
- John Heymans: Lam naast leeuw. Sept entretiens approfondis avec Voskuil, son opinion scientifique, ses vues littéraires et Het Bureau, 1999.
- Jacobus Jan Oversteegen (nl) : Etalage' - Uit het leven van een lezer. Dans le chapitre 6 Impasses, l’écrivain raconte, à travers le personnage du roman Paul Dehoes, sa relation avec Voskuil, 1999.
- Bzzlletin (nl) n° 264: numéro consacré à J.J. Voskuil, Frida Vogels et Bert Weijde (nl), 1999.
- Tirade (revue) (nl) n° 424: numéro sur J.J. Voskuil, 2008.
- Tirade (revue) (nl) n° 428: Vertalersnummer, comprend une page de J.J. Voskuil, Das Büro, racontée par Gerd Busse.
- Elsbeth Etty (nl) : L’Amsterdam de J.J. Voskuil. "De merveilleuses promenades avec Maarten Koning", dans : Ons Amsterdam, mars 1997.